# Богородицкая крепость
Богородицкая крепость (Новобогородицкая) — крепость построена по указанию царевны Софьи Алексеевны для защиты от нападений Османской империи и Крымского ханства.
Памятник архитектуры национального значения.
Земляные валы Богородицкой (Новобогородицкой) крепости сохранились в районе современного поселка Шевченко в черте города Днепра, Украина на правом берегу р. Самара.
Первое селение здесь основано в XVII веке, а крепость заложена в 1687 году князем В.В. Голицыным. Проектировщики крепости — полковник Вилим Николаевич фон Зален и полковник Юрий Степанович Лима. Непосредственным начальником был запорожский гетман Иван Мазепа. 
В различных источниках упоминаются разные названия крепости — Богородицкая и Ново-Богородичная крепость, Богородицк, Богородичаны, Покровское, Самарский, Старосамарский, Богородичанский, Усть-Самарский ретраншемент. 

## История
В июне 1687 года, после неудачного первого Крымского похода, к князю В.В. Голицыну прибыл думный дьяк Ф.Л. Шакловитый с указанием царевны Софьи Алексеевны продолжить военные действия, а в случае невозможности — построить крепости на реках Самара и Орель и оставить там гарнизоны и снаряжение для защиты Левобережной Украины от набегов крымских татар. 
Летом 1688 года крепость была построена. В ней расположился русско—казацкий гарнизон и было сосредоточено свыше 5,7 тысяч тонн продовольствия. В апреле этого года в крепости к русской армии во втором Крымском походе присоединилось казацкое войско И.С. Мазепы.
Другой датой постройкой крепости, как тылового опорного пункта Русского войска, считается 1687 год.
Фортификационные сооружения были из земли и дерева: ров 6 метров х 3 метра, вал 4 метра высотой и частокол с 17 пушечными раскатами. Внутри крепости была сооружена деревянная церковь во имя Покрова пресвятой Богородицы, по имени которой и названа крепость. Периметр крепости составлял почти 1300 метров, а площадь более 10 гектаров.
В апреле 1690 года большая часть гарнизона крепости погибла от чумы.
В 1711 году крепость подвергалась осаде ханом Девлет Гиреем и по Прутскому договору о мире с Турцией была срыта. После 1731 года крепость восстановлена под названием Самарского ретраншемента. После реконструкции периметр крепости был увеличен до 1700 метров. Укрепления вошли в состав Украинской линии, как база Русских войск в войне 1735—1739 годов с Крымской ордой.
В 1798 году Покровская церковь, находившаяся в крепости, была разобрана и перевезена на противоположный берег реки Самара в село Одинковку. История города и крепости закончилась.
С тех пор земля на территории бывшей крепости распахивалась немцами-колонистами, использовалась под огороды местных жителей посёлка Шевченко.

## Современное состояние, археологические исследования
В 2000 году вышла книга днепропетровских краеведов В. В. Бинкевича и В. Ф. Камеко «Городок старинный запорожский Самарь с перевозом», в котором авторы впервые предположили, что полулегендарный город Самарь и Богородицкая крепость — один и тот же объект. Это побудило археологов Днепропетровского национального университета начать археологические раскопки на территории крепости и её посада, которые продолжаются до сих пор. Постояннодействующую экспедицию возглавляет выдающийся украинский археолог, доктор исторических наук, профессор Ирина Фёдоровна Ковалёва. Также стационарно в её составе работают научные сотрудники В. Н. Шалобудов, А. В. Иванцов, Е. В. Харитонова, многочисленные студенты ДНУ.
В результате раскопок была полностью подтверждена гипотеза В. В. Бинкевича и В. Ф. Камеко о соответствии объектов. Было открыто и изучено большое количество жилищ на территории крепости и её посада, корчма неподалёку перевоза, определено место нахождения в 1688—1798 годах Свято-Покровского храма, определены границы культурного слоя. Важным достижением стало открытие в 2005 году поселения черняховской культуры и её крупного металлургического центра. В настоящий момент исследования продолжаются.
Днепровским горсоветом и частными спонсорами инициирован проект сохранения и популяризации памятника национального значения «Новобогородицкая крепость».